# Гавот
Гавот (фр. gavotte, від прованс. — танок гавотів, жителів області Овернь) — старовинний французький танець. Відомий з 16 століття як народний, у 17 столітті став придворним танцем, що отримав художню обробку і замінив менуети в балеті. Також відомий в інструментальній музиці — в сюїтах, сонатах, п'єсах. Характер ґавоту світлий, витончений і радісний. Виконується в помірному темпі. Розмір 2/2 або 4/4, починається з такту 2/4 або 2/8. Гавот складається з двох частин по 8 тактів. Друга частина має пасторальний характер і називається musette. Після другої частини йде повторення першої. Гавот трапляється у Й. С. Баха, Генделя, Госсека, Рамо, Кореллі, Глюка, широко відомий ґавот з першої симфонії Прокоф'єва.